# گاری مالهاره
گاری مالهاره (به انگلیسی: Garhi-Malhara) یک منطقهٔ مسکونی در هند است که در Chhatarpur district واقع شده‌است. گاری مالهاره ۱۲٬۹۶۲ نفر جمعیت دارد.